# آوازه‌خوان نه آواز
آوازه‌خوان نه آواز (به انگلیسی: The Singer Not The Song) فیلمی به کارگردانی روی وارد بیکر با نقش‌آفرینی درک بوگارد، جان میلز و میلن دومونژو محصول سال ۱۹۶۰ انگلستان است.

## خلاصه داستان
کوآنتانو، شهر کوچک و دورافتاده‌ای در مکزیک، تحت سلطه راهزنی به‌نام آناکلتو (درک بوگارد) است. کشیشی کاتولیک، پدر کیوگ (جان میلز) به کوآنتانو می‌آید و بی‌توجه به آناکلتو، مردم را به کلیسا فرا می‌خواند. دختری به‌نام لوچیا (میلن دومونژو) دل‌باخته و همراه او است...

## بازیگران
- درک بوگارد : آناکلتو
- جان میلز : پدر کیوگ
- میلن دومونژو : لوچیا
- لارنس نیسمیت
- جان بنتلی
- لزلی فرنچ
- فیلیپ گیلبرت